# Trockenpräparat
Ein Trockenpräparat ist ein Präparat, das durch Trocknung erzeugt wurde.

## Eigenschaften
Trockenpräparate werden oftmals als Demonstrationsobjekte eines Organismus oder von Teilen eines Organismus (z. B. einzelnen Organen) für Forschung und Lehre aus dem Bereich der Medizin und der Biologie verwendet. Trockenpräparate gelten für Schausammlungen und Unterrichtszwecke als besonders geeignet, da sie recht haltbar sind und eine direkte Betrachtung von anatomischen Strukturen zulassen.
Trockenpräparate werden durch den Entzug von Wasser aus dem Gewebe hergestellt, teilweise auch durch Gefriertrocknung. Auch die Herstellung histologischer Trockenpräparate (z. B. von Blut) ist möglich. Die wohl bekannteste Methode zur Herstellung von Trockenpräparaten ist die Mumifizierung. Neben der Mumifizierung und dem Sokushinbutsu stehen jedoch noch weitere Verfahren zur Verfügung, um Trockenpräparate herzustellen. Insbesondere um die Mängel infolge einer Schrumpfung durch den Wasserentzug zu minimieren, greifen die Präparatoren auf Methoden wie das Durchtränken oder die Perfusion mit Paraffin- oder PEG-haltigen Lösungen zurück. Da bei manchen Trockenpräparaten keine Fixierung erfolgt, sind solche Trockenpräparate anfällig für Autolyse. Darüber hinaus sind Trockenpräparate – wie viele Präparate – in Abhängigkeit von den Umgebungsbedingungen anfällig für den Befall von Schimmelpilzen und anderen Schädlingen.